# Stylodrilus
Stylodrilus is een geslacht van ringwormen (Annelida) uit de familie van de Lumbriculidae.

## Soorten
- Stylodrilus absoloni (Hrabĕ, 1970)
- Stylodrilus aclotudi Kaygorodova & Martin, 2008
- Stylodrilus asiaticus (Michaelsen, 1901)
- Stylodrilus aurantiacus (Pierantoni, 1904)
- Stylodrilus beattiei Cook, 1975
- Stylodrilus brachystylus Hrabĕ, 1929 (Bronkruiper)
- Stylodrilus californianus Rodriguez, 1996
- Stylodrilus cernosvitovi (Hrabe, 1950)
- Stylodrilus chukotensis Sokolskaya, 1975
- Stylodrilus contractus Semernoy, 2004
- Stylodrilus coreyi Rodriguez, Fend & Lenat, 2014
- Stylodrilus crassus (Izosimov, 1962)
- Stylodrilus curvithecatus Collado, Martínez-Ansemil & Giani, 1993
- Stylodrilus elongatus Semernoy, 2004
- Stylodrilus glandulosus Giani & Martínez-Ansemil, 1984
- Stylodrilus gracilis Semernoy, 2004
- Stylodrilus heringianus Claparède, 1862 (Gehaakte beekkruiper)
- Stylodrilus insperatus Semernoy, 2004
- Stylodrilus lemani (Grube, 1879) (Zuidelijke beekkruiper)
- Stylodrilus leucocephalus Hrabĕ, 1931
- Stylodrilus longiatriatus Dembitsky, 1976
- Stylodrilus mariae Achurra, Rodriguez & Erséus, 2015
- Stylodrilus minutus Hrabĕ, 1970
- Stylodrilus mirandus (Hrabĕ, 1982)
- Stylodrilus mirus Čekanovskaja, 1956
- Stylodrilus mollis Timm, 1998
- Stylodrilus opisthoannulatus (Izosimov, 1962)
- Stylodrilus parvus (Hrabě & Černosvitov, 1927)
- Stylodrilus sanguineus (Bretscher, 1900)
- Stylodrilus sovaliki Holmquist, 1976
- Stylodrilus subcarpathicus Hrabĕ, 1929
- Stylodrilus subitus Semernoy, 2004
- Stylodrilus sulcatus Semernoy, 2004
- Stylodrilus sulci (Hrabĕ, 1932)
- Stylodrilus suputensis Timm, 1995
- Stylodrilus swarczewskii Burow, 1931
- Stylodrilus tofaceus Rodriguez, Vučković & Kerovec, 2020
- Stylodrilus tschaunensis Morev, 1982
- Stylodrilus wahkeenensis Rodriguez & Coates, 1996

### Synoniemen
- Stylodrilus cerepanovi Semernoy, 1982 => Stylodrilus mirandus (Hrabĕ, 1982)
- Stylodrilus vejdovskyi Benham, 1891 => Stylodrilus heringianus Claparède, 1862